# Central Coast Regional District
Central Coast – dystrykt regionalny w kanadyjskiej prowincji Kolumbia Brytyjska. Siedziba władz znajduje się w Bella Coola.
Central Coast ma 3 206 mieszkańców. Język angielski jest językiem ojczystym dla 94,3%, niemiecki dla 1,4%, francuski dla 0,5% mieszkańców (2011).